# 米国大学日本校
米国大学日本校（べいこくだいがくにほんこう）は、日本に設置されたアメリカ合衆国（米国）の大学の分校。バブル期に主に設立され「日本にいながらアメリカの大学に通える」、「歩いて行けるアメリカの大学」と一時はブームになった。1980年代から1990年代にかけて30から40ほどの大学が日本の教育市場に参入したが、その多くが撤退し、2009年時点では4校のみとなった。

## 定義
大半が日本の法令に基づかない教育施設であり、無認可校であった。従って法的な定義はない。米国大学日本校の広範な実態調査を行った鋤柄光明は、アメリカ大学日本校を「専ら日本人学生を対象に本校の教育カリキュラムの一部、もしくは本校への単位移籍が可能な教育課程、または本校への進学準備教育課程を提供している機関」と定義している。

## 概要
米国大学日本校は、英語研修課程、留学準備課程、学位課程を提供していたが、学校教育法上の大学ではなく、私塾と同じ扱いで、卒業しても日本の大学卒業資格を得ることはできない。1990年代に設置されていた学校の経営母体の法人格は営利を主目的とする株式会社組織が大半、非営利であっても社団法人に留まり、専修学校・各種学校として学校法人格を持つものはわずかであった。このため、卒業生は日本の大学に編入学する際に単位認定を受けられなかったり、不法就労を防ぐために行われた入国管理法の改正により、米国大学日本校に留学しようとする学生への学生ビザの発給を受けられなくなるなどの不利益があった。
大学の認可を受けていないため、文部省も実態を把握しておらず、看板倒れ、看板に偽りありでトラブルとなったケースもあった。

## 歴史
日本国内の米軍基地内にある日本校を除くと、1982年にテンプル大学が日本校を東京都港区芝に開設したのが最初である。当初は留学準備課程である集中英語課程のみで発足した。日米貿易摩擦の不均衡を是正するため、1986年に日米貿易拡大促進委員会が日米の国会議員によって設置され、対日強硬派のリチャード・ゲッパード民主党下院院内総務の主張により、アメリカ大学の日本校開設が受け入れられた。委員会事務局がアメリカの諸大学に日本校設置について意向を尋ねたところ、151校が日本進出を希望した。
1987年2月、ボストン大学、ジョージア工科大学、ミシシッピ州立大学、ジョン・F・ケネディ大学などアメリカ16大学及び5つの大学連合体による代表団が来日して日本各地を視察し、有力候補地を挙げた。
アメリカの大学を誘致することは、日本の大学を誘致する場合よりも短期間で設置できること、安価で設置できるという利点があった。
1990年に国土庁が調査したところ、33校があり、約1万人が在籍していた。
新潟県中条町のサザン・イリノイ・ユニバーシティ新潟校、秋田県雄和町のミネソタ州立大学機構秋田校は、自治体の誘致で誕生した。
日本校の多くが間違った理念で運営され、利益を優先する傾向があったことから、アメリカ大学の評判が低下しないよう、設置基準が検討され、1991年2月、在日米国大学協会が設置された。1995年時点で、秋田、新潟、富山の学校は専修学校として県知事に認可されていた。これらのうち、秋田と新潟の学校は就職率が90%を超えた。
2004年に文部科学省は制度改正を行い、海外大学日本校を大学として認可するよう、方針転換した。

## 閉鎖の要因
鳥井康照は、米国大学日本校の閉鎖の原因を次の7通りに分類している。
1. 学生数の減少
2. 学費の高さ
3. 日本校の評判の低さ
4. 学生の英語力の問題
日本の高校3年生の英語力がTOEFLで350～400点であるのに対して、コミュニティカレッジでも450点、テンプル大学ジャパンでは学部課程入学のために、525点を課していた。
5. 設置形態の問題
6. 大学にたいする考え方の違い
7. 米国側からの契約解消通告

## 学校一覧
- アメリカ大学5大学教養部（1988年-?） - 北海道
- シティ大学日本校（1990年-1993年） - 北海道[9]。

- ミネソタ州立大学機構秋田校（1990年-2003年） - 秋田県雄和町
町の一般会計当初予算が32億円（1992年）のところ、3年間40億円で雄和町が誘致した[4]。本校からの留学生も多数受け入れていた[4]。閉校後、キャンパス跡地には2004年に国際教養大学が設置された[10]。
- テキサスA&Mユニバーシティ郡山校（1990年-1994年8月） - 福島県郡山市。本校はテキサスA&M大学。
初年度入学定員170人に対して69人が入学した[1]。地域おこしのため郡山市が誘致したが、赤字のため1994年8月に閉鎖となった。

- グリーンバリーカレッジ日本校（1990年-?） - 栃木県。
- テンプル大学ジャパンキャンパス（1982年-存続） - 東京都。本校はテンプル大学。
当初はテンプルユニバーシティ日本校と称していた。1996年に経営主体を日本の株式会社から本校に移行した[1]。
- ピッツバーグ大学E.L.I.日本校（1985年- ） - 東京都。本校はピッツバーグ大学。
- コロンビア大学ティーチャーズカレッジ日本校（1987年-2013年） - 東京都。本校はコロンビア大学ティーチャーズカレッジ。
- 東京アメリカン・コミュニティー・カレッジ（1988年-1993年） - 東京都
- ネバダ州立大学日本校（1988年-存続） - 東京都。本校はネバダ州立大学（英語版）。
ネバダ州立大学日本校から、1994年ネバダ・カリフォルニア大学国際教育機構へ改組し、そして2007年、NIC International College in Japanへと発展。
- TIC・ユーリカ大学日本校（1989年-1991年） - 東京都。
東京ビジネス外語専門学校と提携しており、御茶ノ水に進出した。日本に進出した他の大学に比べて入学条件をTOEFL550点と厳しくしていた[11]。
- ニューヨーク大学教育大学院・トイフルアカデミー（1989年-?） - 東京都。本校はニューヨーク大学。
- マッケンドリー大学日本校（1989年-1994年） - 東京都。本校はマッケンドリー大学（英語版）。
- アリゾナ州立大学ALCP日本校（1990年-1992年） - 東京都。本校はアリゾナ州立大学。
- アメリカン・クリスチャン・カレッジ（1990年-?） - 東京都
- カリフォルニア州立大学ノースリッジ校大学進学準備プログラムインジャパン（1990年-?） - 東京都。本校はカリフォルニア州立大学ノースリッジ校。
- 東京パシフィック・カレッジ（1990年-?） - 東京都
- ライオグランデ大学日本校（1990年-1996年） - 東京都、宮城県仙台市。本校はライオグランデ大学（英語版）。
1990年に東京2カ所、仙台1カ所で開校、仙台校は1992年7月に閉鎖。当時CMで「歩いて行けるアメリカの大学」を宣伝していた。
- ラド・インターナショナルカレッジ日本校（1990年-1996年） - 東京都新宿、渋谷、愛知県名古屋市、大阪府大阪市梅田
複数個所に開校していたが、生徒数の減少などで校舎は閉鎖され、運営するラド・インターナショナル株式会社は2007年4月5日に自己破産した[12]。
- レイクランド大学ジャパン・キャンパス（1990年-存続） - 東京都。本校はレイクランド大学。
- ワシントン州立大学エドモンズ大学東京校（1993年5月-8月） - 東京都中野区。本校はエドモンズコミュニティカレッジ。
開校してわずか2ヶ月半で閉鎖された[13]。
- アライアント国際大学・カリフォルニア臨床心理大学院日本校（2002年-2020年） - 東京都。本校はアライアント国際大学。
- ルーズベルト大学ジャパンセンター（1990年-?） - 千葉県。本校はルーズベルト大学（英語版）。
- アメリカ大学連盟日本校（1987年-1993年） - 神奈川県
- サザン・イリノイ・ユニバーシティ新潟校（1988年5月-2005年） - 新潟県胎内市（中条町）。本校は南イリノイ大学。
ボストン大学と誘致交渉を続けたが、授業料が高いことから、1987年7月18日、南イリノイ大学、ミズーリ大学、オクラホマ大学などの米中部州立大学連合の分校を設置するための趣意書の調印がなされた[14]。当初定員150人に対して451人が入学した。2003年3月、中条町長が学校法人の理事長を辞任、NSGグループの傘下に入ったが、2004年度の入学者が定員230人に対して28人にとどまった。運営する学校法人と南イリノイ大学との提携が解消されることとなり、専門学校「インターナショナル留学カレッジ」となることになった[15]。2007年に廃止され、2013年7月31日、新潟県私立学校審議会によって、同校校舎の跡地に開志国際高等学校を設置する認可がなされた[16]。

- サリバン・カウンティー・コミュニティカレッジ富山校（1989年-1997年） - 富山県。本校はサリバン・カウンティー・コミュニティカレッジ（英語版）。
富山経済専門学校提携校。

- オクラホマ・ステート・ユニバーシティ京都校（1990年-1995年） - 京都府亀岡市。本校はオクラホマ州立大学。
1995年、学生数が減少し、京都での教育プログラムが中止となり、英会話やコンピューター教室が開かれたが、市の財政支援をめぐり住民訴訟が起きた[8]。
- フィリップス大学日本校（1989年-?） - 京都府・大阪府。本校はフィリップス大学。
- 米国国際大学日本校（1989年-1991年6月） - 大阪府岸和田市。。
- セント・ポール・カレッジ（1982年-1996年） - 大阪府大阪市梅田・茶屋町
専修学校梅田学園英語専門学校提携校であった。本校の経営難で1991年6月に閉校した。閉校時の在籍者数は13人であった[4]。
- シアトル国際短期大学（1988年-1993年） - 大阪府吹田市。本校はノースシアトル・コミュニティカレッジ（英語版）。
ワシントン州立ノースシアトル・コミュニティカレッジのカリキュラムを導入、国際ビジネス学科など5学科が設置された。大阪校、神戸校を設置していたが、1992年に神戸校を閉鎖、1993年2月4日に倒産した。在学生はエドモンズ大学日本校へ無試験、無料で編入させる措置がなされた[2]。
- 米国ニューポート大学西日本校（1990年-?） - 兵庫県。本校はニューポート国際大学。
- フロリダ州立ウエストフロリダ大学神戸校（1990年2月-1993年7月） - 兵庫県神戸市中央区多聞通。本校は西フロリダ大学（英語版）。
開校時は230人が入学したが、大阪府岸和田市の米国国際大学の経営トラブルから不信感が高まり、1991年は120人、1992年は30人と入学者が激減した。閉校する際、在学者はエドモンズ大日本校に編入できる措置が取られた[2]。
- ボストン大学経営学部大学院サンヨー校（1988年-存続） - 兵庫県[1]。本校はボストン大学。
- ワシントン州立エドモンズ大学日本校（1990年-1997年） - 兵庫県。本校はワシントン州立エドモンズコミュニティカレッジ。
初年度には600人が在籍したが、その後学生数は急減した[1]。
- カーネギーメロン大学日本校（2005年-2010年） - 兵庫県。本校はカーネギーメロン大学。

- オレゴン州立マウントフッド大学（1990年-1993年3月） - 岡山県倉敷市。本校はマウントフッド大学（英語版）。
当初は地元企業のビルの一室で開校した。初年度は154人が入学したが、進級が難しく、1991年は91人、1992年は46人と入学者が激減、累積赤字が約3億6000万円となり、1993年3月に閉校した[2]。
- アリゾナ州立大学サンダーバードグローバル経営大学院日本校（2022年- ） - 広島県。本校はアリゾナ州立大学サンダーバード国際経営大学院。
- ニューヨーク市立大学広島校（1990年-1994年） - 広島県北広島町。本校はニューヨーク市立大学。
広島市の保安・安全機材の製造販売業者、日本安全機材が開設、1991年に学校法人アカデミータナカ学園を設立したが1993年12月にアメリカ本校に経営統合した[17]。
- ウエストチェスター大学日本校（1989年-1992年） - 福岡県福岡市中央区長浜。本校はウエストチェスター大学（英語版）。
アメリカの景気後退でペンシルベニア州政府から大学本校への補助金が減ったため、提携が解除された[18]。

### カナダの大学の日本校
- コンコーディア大学日本校（1990年-1995年） - 東京都。本校はコンコーディア大学。